# Вичеро (Фрозиноне)
Вичеро је насеље у Италији у округу Фрозиноне, региону Лацио.
Према процени из 2011. у насељу је живело 377 становника. Насеље се налази на надморској висини од 460 м.